# Hellboy Volume 1: Seed of Destruction
Зерно Руйнування (Seed of Destruction) — перша мінісерія коміксів про Геллбоя, написана Джоном Бірном та проілюстрована Майком Міньйолою. Ця мінісерія була представлена на Сан Дієго Комік Коні у березні 1994 року. У лютому 2019 року, ця, та наступна, серія була видана українською мовою видавництвом Вовкулака у збірці під назвою — «Геллбой. Колекційне видання. Том 1».
Наступний том: «Hellboy Volume 2: Wake the Devil»

## Сюжет

### Частина Перша
Комікс відкривається доповіддю американського воєнного офіцера Джорджа Уітмана про події 1944 року в селі Східний Бромвіч. Григорій Распутін, разом із нацистами, проводить ритуал із приведення в наш світ дракона Огдру Джахада, але приводить хлопчика-демона, котрого професор Тревор Бруттенхольм усиновлює та називає Геллбоєм. Лідер групи нацистів на ім'я Клаус Вернер фон Крумп звинувачує Распутіна у шарлатанстві, але той стверджує, що йому вдалося запустити кінець світу.
1994 рік. Штаб-квартира Б. П. Р. О. Вже дорослий Геллбой зустрічається зі старим Бруттенхольмом, якого він не бачив вже два роки. Професор розповідає своєму сину, як той з'явився і де сам Тревор блукав ці два роки. Він, разом з двома братами Кавеньдіш та відомим арктичним дослідником Свеном Олафссеном, знайшли печеру на вершині найвищої гори Антарктики, де виявили велетенську статую чудовиська з незліченною кількістю щупалець, а поряд з чудовиськом статую чоловіка, яка виявилася живою. Перш ніж закінчити розповідь, Бруттенхольм вибігає з кімнати та говорить Геллбою бути обережним.
Геллбой стає свідком того, як його батька вбиває антропоморфна жаба розміром з людину. Жаба намагається вбити і червоного, але Геллбой виявляється занадто сильним і вбиває амфібію. Після перемоги він телефонує в Б. П. Р. О. і повідомляє їх про смерть Бруттенхольма.
Комікс закінчується діалогом між фігурою в тіні та невідомою старою жінкою про смерть Тревора.

### Частина Друга
Відкривши деякі докази пов'язані зі смертю професора, Геллбой, разом з пірокінетиком Ліз Шерман та людиною-амфібією Ейбом Сапієном відправляється в маєток Кавеньдіш Хол. Героїв зустрічає господарка будинку на ім'я Емма Кавеньдіш. Вона говорить, що є останньою в роді Кавеньдіш, бо її сини померли під час експедиції з Бруттенхольмом, намагаючись знайти те, що шукали усі в їхньому роді.
Пізніше дворецький проводжає героїв до їхніх кімнат. Коли леді Кавеньдіш залишається одна, до неї приходить чоловік з кінця попередньої глави та обіцяє повернути їй синів.
Геллбой та Ейб запідозрюють щось не добре, після чого останній вистрибує з вікна у воду, щоб оглянути глибини під будинком. Тим часом Геллбой зв'язується з Ліз і вони обговорюють те, що дворецький це Свен Олафссен, який ніби-то зник в Арктиці разом з братами Кавеньдіш. У кімнату Ліз починають несподівано злазитися жаби. Почувши про це, Геллбой кричить їй тікати з кімнати.
Геллбой вривається в кімнату дівчини, але не знаходить її, однак Олафссен стверджує, що не знає де вона зникла. Коли Геллбой починає погрожувати Свену, той перетворюється на монстра і між ними зав'язується битва. Здобувши перемогу, напівдемон повертається до вітальні, де знаходить труп леді Кавеньдіш, на якому ті ж самі сліди, що були на Бруттенхольмі. Несподівано з'являється темна фігура, яка виявляється Распутіном. Останній розповідає Геллбою, що саме він призвав його в наш світ, щоб звільнити Огдру Джахад. Червоного обмотують щупальця та затягують його під будинок.

### Частина Третя
Геллбой та Распутін опиняються під будинком, де, як виявляється, стоїть ацтецький храм. Григорій починає розповідати червоному про Огдру Джахада і його кристалічну в'язницю. Це швидко набридає Геллбою і він стріляє пророку в голову, але той швидко регенерується і промовляє заклинання, що змушує напівдемона піднятися в повітря. Це стривожує Геллбоя, адже він розуміє, що ні один з його амулетів йому не допоможе. Несподівано з'являється оживший Олафссен і кидається не Геллбоя.
Тим часом Ейб, обшукуючи воду під маєтком Кавеньдіш, знаходить там двох братів Кавеньдіш, які теж стали жабами і вбили свою матір за наказом Распутіна. Пливучи далі, Сапієн знаходить тіло Еліу Кавеньдіш, що сидить у кріслі і тримає гарпун.
Распутін тим часом розповідає про свій зв'язок з Огдру-Джахадом. Його вбили у 1916 році і скинули його тіло в річку Неву. Та його воскресив Огдру-Джахад і відтоді він жив у селі в Італії, добуваючи репутацію пророка апокаліпсису. Через деякий час він зустрівся з Генріхом Гіммлером, який запропонував Распутіну приєднатися до одного з проєктів Гітлера. Разом із Карлом Рупрехтом Кроніном, Ільзою Хаупштайн та Леопольдом Курцом розробили машину, яка привела б у наш світ Огдру Джахада.
Після провалу операції група розпалася, а сам Распутін відправився в Антарктику, отримавши видіння від Саду Хем. Там він залишався багато років, доки його не розбудив Бруттенхольм, разом з братами Кавеньдіш та Олафссеном. Від дотику професора Распутін отримав усі його спогади і дізнався, де йому шукати Геллбоя. Використовуючи свої нові сили, він взяв учасників експедиції під контроль, аби вони допомогли йому переправити Саду Хема в Америку.
Распутін виявляє, що Олафссен зловив Ліз, чию силу можна перенаправити в Саду Хем і той зможе звільнити Огдру Джахада. Григорій говорить, що Геллбой йому більше не потрібен і що кінець наближається.

### Частина Четверта
Саду Хем продовжує поглинати сили Ліз і руйнувати в'язниці Огдру Джахада. У цей час за звільненням «Семи в Одному» спостерігає невідома раса, боячись, що знищивши Землю, потвора піде й на весь всесвіт. Геллбой же продовжує битися з Олафссеном. Червоний кидає в жабу гранату і Свен згорає.
Распутін радіє своїй близькій перемозі, промовляючи те заклинання, що й 1944 року в Східному Бромвічі. Але Григорія перериває Ейб Сапієн, що знаходиться під контролем Еліу Кавеньдіш, прохромивши чаклуна гарпуном. Знешкодження Распутіна приводить до того, що енергія Ліз стає не контрольованою і спалює Саду Хем, а також починає руйнувати печеру. Ейб Сапієн бере дівчину на руки і виносить її з печери.
Розлючений Распутін намагається вбити Геллбоя, але він витратив свою силу на Саду Хема і тому не може вбити напівдемона. Тоді Григорій починає шантажувати Геллбоя, кажучи, що вбивши його, він ніколи не дізнається своє призначення. Але червоний не сильно цим цікавиться і тому розтрощує череп Распутіна своєю правою рукою, після чого також тікає з печери до Ейба та Ліз. Останні не пам'ятають що з ними сталося і ким був той чаклун, що зробив це, але Геллбой не дуже хоче про це говорити.
Комікс закінчується сценою в старому норвезькому замку, де Кронін, Хаупштайн та Курц добре збереглися, будучи заточеними в кризі. Але лід вже почав пускати тріщини.

## Персонажі

### Головні
- Геллбой — напівдемон, котрого виростив учений Тревор Бруттенхольм.
- Ейб Сапієн — агент Б. П. Р. О.. Людина-амфібія, котрий не пам'ятає своє минуле.
- Ліз Шерман — агент Б. П. Р. О.. Дівчина-пірокінетик, чиї сили дуже могутні.

### Другорядні
- Тревор Бруттенхольм — експерт з надприродного, прийомний батько Геллбоя.
- Григорій Распутін — головний антагоніст мінісерії, могутній пророк, слуга Огдру Джахада.
- Емма Кавеньдіш — остання з роду Кавеньдіш, допомагала Распутіну.
- Свен Олафссен — відомий арктичний дослідник, що став жабою-монстром.
- Том Меннінґ — директор Б. П. Р. О.

### Надприродні істоти
- Саду Хем — один з 369 Огдру Хем.
- Жабо-Монстри — творіння Распутіна. Виглядають, як антропоморфні жаби.